# یوسوکه سوگینو
یوسوکه سوگینو (انگلیسی: Yosuke Sugino؛ زادهٔ ۱۸ سپتامبر ۱۹۹۵) بازیگر، بازیگر تلویزیون، مدل (شخص)، و خواننده اهل ژاپن است. وی از سال ۲۰۱۶ میلادی تاکنون مشغول فعالیت بوده‌است.